# Polen in Deutschland

Regionale Verteilung der polnischen Staatsbürger 2021

Als Polen in Deutschland gelten heute in Aussagen, die sich auf aktuelle Verhältnisse beziehen, vor allem solche Menschen, die dauerhaft in der Bundesrepublik Deutschland wohnen und sich als ethnische Polen verstehen. Einer anderen Definition zufolge werden mit diesem Begriff in Deutschland lebende polnische Staatsangehörige bezeichnet.
Bei Aussagen, die sich auf die Vergangenheit beziehen, ist darauf zu achten, was mit dem Begriff „Deutschland“ gemeint ist: Vor 1871 meist das Königreich Preußen, 1871 bis 1918 das Deutsche Kaiserreich, 1918 bis 1933 die Weimarer Republik, 1933 bis 1945 das Deutsche Reich, 1945 bis 1949 die Besatzungszonen in Deutschland, 1949 bis 1990 Westdeutschland bzw. die DDR. Entsprechend ändern sich der geografische Bezug und/oder die Intension der Bezeichnungen im Lemma.
Die Zahl der derzeit in Deutschland wohnenden Polen lässt sich nicht genau beziffern. Ein Grund hierfür sind unterschiedliche gebräuchliche Definitionen, wer als Pole klassifiziert werden sollte. Die verschiedenen Definitionskriterien (polnische Staatsbürgerschaft, polnische Muttersprache, entsprechender Migrationshintergrund oder ein „Bekenntnis zum Polentum“) führen zu sehr divergierenden Ergebnissen. Im Allgemeinen geht man von rund zwei Millionen Menschen mit polnischem Migrationshintergrund aus (Zensus 2011 in Deutschland), was Menschen mit einer ganz oder teilweise polnischen ethnischen, kulturellen oder sprachlichen Identität einschließt. Die Zahl ausschließlich polnischer Staatsbürger in Deutschland lag 2016 bei 783.085 Personen. Somit sind die polnischen Staatsbürger nach den türkischen Staatsbürgern die zweitgrößte Gruppe der Ausländer in Deutschland. Die Anzahl der weltweit existierenden Personen mit sowohl polnischer als auch deutscher Staatsbürgerschaft wurde 2005 mit 1,2 Millionen angegeben, von denen 2011 etwa 700.000 in Deutschland lebten. Menschen polnischer Abstammung leben heute insbesondere im Ruhrgebiet (700.000), in den Ballungsgebieten von Berlin (180.000), Hamburg (110.000), München (60.000), Köln (50.000), Frankfurt am Main (40.000) und Bremen (30.000) sowie seit dem EU-Beitritt Polens auch vermehrt auf deutscher Seite des deutsch-polnischen Oder-Neiße-Grenzgebietes (wo z. B. in Tantow, Grambow, Mescherin, Ramin und Nadrensee die polnischen Staatsbürger zwischen 9 und 28 % der Bevölkerung stellen.) Polen gelten in der deutschen Gesellschaft als eher „unsichtbar und unauffällig“. Gemeint ist damit, dass Polen allgemein als so gut integriert oder assimiliert gelten, dass sie nicht im Sinne von Integrationsproblemen auffallen.

## Geschichte
Seit den Teilungen Polens von 1772, 1793 und 1795 und der Eingliederung von Teilen des polnischen Territoriums in den preußischen Staat, lebten innerhalb des Königreiches Preußen über drei Millionen polnischsprachige Menschen, vor allem in den neuen preußischen Provinzen Posen und Westpreußen, die durch besagte Eingliederung überwiegend preußische Staatsbürger wurden, da sie aufgrund der Auflösung des polnischen Staates ihre polnische Staatsbürgerschaft verloren hatten. Die damals im Russischen Kaiserreich sowie in Österreich-Ungarn lebenden Polen galten aus preußischer (bzw. ab 1871 aus deutscher) Sicht wiederum als Ausländer, die leicht ausgewiesen werden konnten. So wurden 1885 rund 35.000 Polen und Juden ohne deutsche Staatsangehörigkeit aus dem damals deutschen Teil Polens ausgewiesen.
Der verstärkte Zuzug von Polen an Spree, Rhein und Ruhr fiel zusammen mit der Hochindustrialisierung in Deutschland, dem damit verbundenen Übergang vom Agrar- zum Industriestaat und dem erheblichen Bedarf an Arbeitskräften einerseits und dem hohen Bevölkerungsüberschuss durch die Agrarreform in den preußischen Ostprovinzen andererseits. So setzte in den 1880er und vor allem 1890er Jahren eine Binnenmigration vieler Polen aus den Ostprovinzen ein, eine Ost-West-Wanderung nach Berlin, Mitteldeutschland und in das Ruhrgebiet. Bereits seit den 1870er Jahren herrschte in den Industriegebieten an Rhein und Ruhr vor allem durch die rasche Expansion des Steinkohlebergbaus ein erhöhter Arbeitskräftebedarf. Da dieser nicht mehr aus dem näheren Umfeld befriedigt werden konnte, mussten Arbeitskräfte aus anderen Regionen angeworben werden. Allerdings definierte sich ein Großteil der Personen, die aus den preußischen Ostprovinzen vor allem in das Ruhrgebiet kamen, keineswegs als Polen. Allen voran die mehrheitlich protestantischen Masuren, betrachteten sich selbst als Preußen.
Bis zum Ersten Weltkrieg war ein Zuwachs von mehr als zwei Millionen Menschen aus den Ostprovinzen zu verzeichnen. Dabei erreichte der Anteil der „Ruhrpolen“ genannten polnischen Bevölkerung in manchen Kreisen, wie 1900 beispielsweise in Recklinghausen mit 13,8 % oder im Landkreis Gelsenkirchen mit 13,1 %, beachtliche Werte.
1903 wurde die „Polnische Nationaldemokratische Partei“ gegründet, die in den 1920er Jahren durch die „Polnische Volkspartei“ und 1932 durch die „Polenliste“ abgelöst wurde. Im Reichstag des Deutschen Kaiserreiches waren stets Vertreter der polnischen Minderheit vertreten, die für das Wahlbündnis „Polnische Liste“ gewählt wurden und im Parlament in der Polnischen Fraktion zusammengeschlossen waren. Prominentester Vertreter der polnischen Minderheit im Reichstag der Weimarer Republik war der oberschlesische Journalist Wojciech Korfanty.
In der Weimarer Republik wurden die Polen, die in dem durch den Versailler Vertrag verkleinerten Deutschen Reich verblieben, als nationale Minderheit anerkannt. Die Gesamtzahl der Polen betrug zur Zeit der Weimarer Republik nach polnischer und nicht verifizierter Zählung etwa zwei Millionen, wobei auch Masuren und Oberschlesier eingerechnet waren. Die amtlichen deutschen Statistiken aus der Mitte der 1920er Jahre wiesen etwa 200.000 Personen mit polnischer Muttersprache aus. Die Stimmen für polnische Parteien lagen bei den Reichstagswahlen in der Zeit der Weimarer Republik von 1919 bis 1932 zwischen 33.000 und 101.000.
Ende Oktober 1938 wurden im Zuge der sogenannten Polenaktion Tausende aus Polen eingewanderte Juden verhaftet, ausgewiesen und an die polnische Grenze gebracht.
Im August 1939, kurz vor dem Beginn des Zweiten Weltkrieges, wurde die Führung der polnischen Minderheit verhaftet und anschließend in den Konzentrationslagern Sachsenhausen und Buchenwald interniert. Am 7. September 1939, während des Überfalls auf Polen, widerrief Adolf Hitler per Dekret die Anerkennung als nationale Minderheit, und der Bund der Polen in Deutschland wurde verboten. Am 3. Juni 1940 wurden die Immobilien, Banken und sonstiges Vermögen der polnischen Minderheitsorganisationen im Deutschen Reich beschlagnahmt.
Mit der Westverschiebung Polens an die Oder-Neiße-Linie 1945 kamen die Gebiete, in denen eine autochthone polnische Minderheit ansässig war (vor allem die Grenzregionen der preußischen Provinzen Grenzmark Posen, Westpreußen, Oberschlesien und Ostpreußen) zur nunmehr kommunistisch beherrschten Volksrepublik Polen.
Seit den 1950er Jahren kamen insgesamt etwa 2,5 Millionen Menschen aus Polen in die Bundesrepublik Deutschland, darunter viele Aussiedler, aber auch politische Emigranten der Solidarność-Zeit und auch Arbeitsmigranten, die vermehrt seit den späten 1980er Jahren auch für längerfristige Aufenthalte in die Bundesrepublik Deutschland kamen. Ihren Höhepunkt erreichte der Zuzug von Aussiedlern in den 1980er Jahren bis ins Jahr 1991, als der Zuzug aus Polen stark begrenzt wurde. Bereits vor dem Fall des Eisernen Vorhangs hatte die Ausreise polnischer Staatsbürger, die mit einem Touristenvisum nach Westdeutschland reisten und erst hier einen Antrag auf Anerkennung als Aussiedler stellten, stark zugenommen (1987: 48.419, 1988: 140.226, 1989: 250.340, 1990: 113.253 und 1991: 40.129). Die Aussiedler aus Polen der 1980er Jahre waren zumeist "polnisch" sozialisiert. Der Anteil der Migranten mit ausschließlich polnischen Sprachkenntnissen für diesen Zeitraum wird mit 80 bis 95 Prozent angegeben.

## Aktuelle Situation

### Zahlen
Bei den in der Bundesrepublik Deutschland lebenden Polen handelt es sich um polnischstämmige Bevölkerungsgruppen sowohl mit als auch ohne deutsche Staatsangehörigkeit. Diese machen etwa 1,9 % (gemäß Mikrozensus 2009) bis 2,5 % (laut polnischer Quellen) der Bevölkerung aus. Die Angabe einer genauen Zahl wird dadurch erschwert, dass ein Großteil deutsche Staatsbürger sind und als Deutsche im Sinne des Artikels 116 Abs. 1 des Grundgesetzes gelten. Insgesamt kamen zwischen 1950 und 2005 ganze 1.444.847 Personen aus Polen, davon etwa 800.000 in den 1980er und 1990er Jahren. Sie besitzen jetzt entweder nur die deutsche oder die deutsche und die polnische Staatsbürgerschaft.
Menschen, die aus Polen in die DDR migriert sind, sind schwer zu kategorisieren, da es für DDR-Behörden die Kategorie des Aussiedlers nicht gab. Daher ist es schwer, diejenigen, die vor 1990 in der Bundesrepublik Deutschland als Aussiedler anerkannt und dort auch als solche registriert worden wären, aus der Zahl der aus Polen in die DDR Migrierten herauszurechnen.
Identität und Bekenntnis zum Polentum sind aufgrund historischer Entwicklungen in der polnischstämmigen und polnischsprachigen Bevölkerung unterschiedlich ausgeprägt. Daraus resultiert die Existenz einer Vielzahl von Begriffen, wie „Polnischsprachige“, „Personen polnischer Herkunft“ und „Polnischstämmige“, welche diese Bevölkerungsgruppe beschreiben. In dieser Großgruppe sind Personen mit vielfältigen Bindungen an die polnische Kultur vertreten, die sich selbst zum Beispiel auch als „Deutsche“, „Masuren“, „Kaschuben“ oder „Schlesier“ bezeichnen und unter den Termini „Aussiedler“ bzw. „Spätaussiedler“ geführt werden.
2011 besaßen 690.000 Menschen sowohl die deutsche als auch die polnische Staatsangehörigkeit. 2016 lebten dauerhaft in Deutschland 783.085 Menschen mit ausschließlich polnischer Staatsangehörigkeit. Dies entspricht etwa 0,95 % der Gesamtbevölkerung der Bundesrepublik und 7,8 % der Bevölkerung ohne deutsche Staatsangehörigkeit.
Die folgende Tabelle orientiert sich am Migrationshintergrund von Menschen in Deutschland nach dem Zensus von 2011. Laut amtlicher Definition zählten dabei zu den Menschen mit Migrationshintergrund (im weiteren Sinn) alle nach 1955 auf das heutige Gebiet der Bundesrepublik Deutschland Zugewanderten, sowie alle in Deutschland geborenen Ausländer und alle in Deutschland als Deutsche Geborenen mit zumindest einem [nach 1955] zugewanderten oder als Ausländer in Deutschland geborenen Elternteil.
| Bundesland             | Personen mit polnischem Migrationshintergrund |
| ---------------------- | --------------------------------------------- |
| Nordrhein-Westfalen    | 786.480                                       |
| Bayern                 | 202.220                                       |
| Baden-Württemberg      | 202.210                                       |
| Niedersachsen          | 201.620                                       |
| Hessen                 | 163.200                                       |
| Berlin                 | 101.080                                       |
| Rheinland-Pfalz        | 88.860                                        |
| Hamburg                | 71.260                                        |
| Schleswig-Holstein     | 55.510                                        |
| Brandenburg            | 27.940                                        |
| Bremen                 | 26.270                                        |
| Sachsen                | 25.700                                        |
| Saarland               | 19.870                                        |
| Mecklenburg-Vorpommern | 13.250                                        |
| Sachsen-Anhalt         | 10.790                                        |
| Thüringen              | 10.140                                        |
| Insgesamt              | 2.006.410                                     |

Der Wanderungssaldo aus Polen nach Deutschland nahm 1880 bis 1990 Höchstwerte an und flaute Anfang der 1990er-Jahre ab. Im Jahr 2011 kam es zu einem erneuten Anstieg, der weitgehend auf die Suche nach Erwerbstätigkeit beziehungsweise Berufsausbildung zurückgeführt wird, da seit 2011 die Arbeitnehmerfreizügigkeit der EU auf dem deutschen Arbeitsmarkt auch für Polen gilt. Seit 2016 ist die Zuwanderung aus Polen stark rückläufig. Im Jahr 2024 lag der Migrationssaldo von Polen nach Deutschland bei minus 11.239 Menschen. Experten sehen den Grund für diese Entwicklungen vor allem in der allmählichen Angleichung der Märkte in der Europäischen Union.

### Rechtlicher Status
In Artikel 20 und 21 des Deutsch-Polnischen Nachbarschaftsvertrages vom 17. Juni 1991 verpflichten sich beide Länder, die Rechte der in ihren Staatsgebieten ansässigen Personen der jeweils anderen Abstammung zu respektieren:

„Art. 20
(1) Die Angehörigen der deutschen Minderheit in der Republik Polen, das heißt Personen polnischer Staatsangehörigkeit, die deutscher Abstammung sind oder die sich zur deutschen Sprache, Kultur oder Tradition bekennen, sowie Personen deutscher Staatsangehörigkeit in der Bundesrepublik Deutschland, die polnischer Abstammung sind oder die sich zur polnischen Sprache, Kultur oder Tradition bekennen, haben das Recht, einzeln oder in Gemeinschaft mit anderen Mitgliedern ihrer Gruppe ihre ethnische, kulturelle, sprachliche und religiöse Identität zum Ausdruck zu bringen, zu bewahren und weiterzuentwickeln, frei von jeglichen Versuchen, gegen ihren Willen assimiliert zu werden. Sie haben das Recht, ihre Menschenrechte und Grundfreiheiten ohne jegliche Diskriminierung und in voller Gleichheit vor dem Gesetz voll und wirksam auszuüben.
(2) Die Vertragsparteien verwirklichen die Rechte und Verpflichtungen des internationalen Standards für Minderheiten […]
Art. 21
(1) Die Vertragsparteien werden die ethnische, kulturelle, sprachliche und religiöse Identität der in Artikel 20 Absatz 1 genannten Gruppen auf ihrem Hoheitsgebiet schützen und Bedingungen für die Förderung dieser Identität schaffen. […]
(2) Die Vertragsparteien werden insbesondere
-im Rahmen der geltenden Gesetze einander Förderungsmaßnahmen zugunsten der Angehörigen der in Artikel 20 Absatz 1 genannten Gruppen oder ihrer Organisationen ermöglichen und erleichtern.“

Von Bedeutung für die Situation von Polen in Deutschland ist auch das aus dem Grundgesetz ableitbare deutsche Verfassungsrecht. Nach Art. 116 GG gilt jeder, „der die deutsche Staatsangehörigkeit besitzt oder als Flüchtling oder Vertriebener deutscher Volkszugehörigkeit oder als dessen Ehegatte oder Abkömmling in dem Gebiete des Deutschen Reiches nach dem Stande vom 31. Dezember 1937 Aufnahme gefunden hat“, heute noch als Deutscher. Daraus ergibt sich, dass die in den Oder-Neiße-Gebieten lebenden früheren deutschen Staatsbürger und ihre Nachkommen weiterhin die deutsche Staatsangehörigkeit besitzen. Da nur die Staatsbürgerschaft und nicht ethnische Kriterien zugrunde gelegt wurden, sind also auch die mehr als eine Million Polen, die im Deutschen Reich in den Grenzen von 1937 als anerkannte Minderheit lebten, und ihre Nachkommen Deutsche im Sinne des Grundgesetzes. Da es sich nach polnischem Recht um polnische Staatsangehörige handelt und diese Staatsangehörigkeit nie verloren ging, sind die meisten deutschen Staatsangehörigen polnischer Minderheit Doppelstaatler.

### Standpunkt der deutschen Bundesregierung
Nach Ansicht der Bundesregierung kann den in Deutschland lebenden Polen deutscher Staatsangehörigkeit als zugewanderter Gruppe – im Gegensatz zur alteingesessenen autochthonen deutschen Minderheit in Polen – nach deutschem Recht und dem Rahmenübereinkommen zum Schutz nationaler Minderheiten des Europarates vom 1. Februar 1995 nicht der Status einer nationalen Minderheit zuerkannt werden. Die Bundesregierung verweist darauf, dass die in Deutschland lebenden Polen auch im Deutsch-Polnischen Nachbarschaftsvertrag nicht als nationale Minderheit bezeichnet werden. Das Hauptproblem besteht in diesem Zusammenhang darin, dass fast alle Polen oder deren Vorfahren durch Migration in das Gebiet der Bundesrepublik Deutschland gelangt sind. Zudem stünden den deutschen Staatsbürgern polnischer Abstammung alle bürgerlichen und politischen Rechte zu und damit auch die Möglichkeit der Pflege der eigenen Kultur und Muttersprache.

### Standpunkt der polnischen Politiker und Volksgruppen
Vertreter der polnischen Volksgruppe forderten lange Zeit die Anerkennung der Polen in Deutschland als nationale Minderheit und Gewährung der daraus resultierenden Rechte sowie die Beseitigung der rechtlichen Asymmetrie (Deutsche in Polen gelten seit 1991 als nationale Minderheit). Damit sollten Fälle unterbunden werden, in denen Polen trotz des Art. 3 GG und des Antidiskriminierungsgesetzes in Deutschland aufgrund ihrer ethnischen Herkunft diskriminiert würden. So hatten z. B. nach Scheidung binationaler Ehen deutsche Jugendämter dem nicht sorgeberechtigten polnischen Elternteil betreuten Umgang mit seinem Kind nur in deutscher Sprache erlaubt. Aufgrund ähnlicher Fälle sei die Bundesrepublik Deutschland bereits mehrfach vom Europäischen Gerichtshof für Menschenrechte (EGMR) wegen Verletzung der Menschenrechte verurteilt worden.
2011 wurde am runden Tisch zwischen Vertretern der deutschen und polnischen Regierung, sowie Repräsentanten der deutschen Minderheit in Polen und der polnischen Volksgruppe in Deutschland (gemäß polnischer Eigenbezeichnung Polonia genannt), ein neuer Vertrag erarbeitet, wonach die Bundesrepublik Deutschland zugunsten der Polonia ein Büro in Berlin, ein eigenes Museum sowie eine Internetseite finanziert. Des Weiteren soll das Erlernen der polnischen Sprache in Deutschland erleichtert werden. Als Neuheit stellt die Bundesregierung einen Bevollmächtigten für die Anliegen der Polonia.

## Vereine und Organisationen
Bis zum 1. Oktober 1939 gab es im Deutschen Reich u. a. den Bund der Polen in Deutschland und den Verband der nationalen Minderheiten in Deutschland.
Zu den wichtigsten heute auf Bundesebene tätigen Vereinen zählen der Bund der Polen in Deutschland und der Polnische Kongress in Deutschland, als auch die Deutsch-Polnische Gesellschaft der Bundesrepublik Deutschland und die Deutsch-Polnische Gesellschaft Bundesverband.
Eine besondere Rolle kommt der Polnischen Katholischen Mission zu, die neben ihrer seelsorgerischen Tätigkeit auch Unterricht für Kinder in polnischer Sprache anbietet.
Auf das Betreiben des Bundes der Polen in Deutschland sowie der Vertreter des Konwents polnischer Organisationen in Deutschland entstand am 20. August 2010 in Dortmund die Ständige Konferenz der Polnischen Dachverbände in Deutschland, die seit Mai 1945 zum ersten Mal alle polnischen Dachverbände in Deutschland vereinigt. Die Aufgabe der Ständigen Konferenz ist es gemeinsame Positionen und Postulate gegenüber der deutschen, polnischen und europäischen Organen und Behörden auszuarbeiten und zu vertreten.